# Pimentelia kuanduensis
Pimentelia kuanduensis là một loài bọ cánh cứng trong họ Chrysomelidae. Loài này được Labossiere miêu tả khoa học năm 1939.